# Feed 'em and Weep (film, 1938)
Pour les articles homonymes, voir Feed 'em and Weep.
Pour le film de Fred Guiol sorti en 1928, voir Feed 'em and Weep (film, 1928).
Pour plus de détails, voir Fiche technique et Distribution.
Feed 'em and Weep est un film américain de comédie réalisé par Gordon Douglas, sorti en 1938.
Le film fait partie de la série Les Petites Canailles

## Fiche technique
- Titre original : Feed 'em and Weep
- Réalisation : Gordon Douglas
- Scénario : Hal Roach (scénario) H.M. Walker (dialogues)
- Photographie : Norbert Brodine
- Montage : William H. Ziegler
- Ingénieur du son : William M. Randall Jr.
- Producteur : Hal Roach
- Société de production : Hal Roach Studios
- Société de distribution : Metro-Goldwyn-Mayer
- Pays d’origine :  États-Unis
- Langue : anglais
- Format : Noir et blanc - 35 mm - 1,37:1 - sonore
- Genre : comédie
- Longueur : une bobine
- Date de sortie :
  - États-Unis : 7 mai 1938

## Distribution
- Johnny Arthur : le père de Darla
- Wilma Cox : la mère de Darla
- Darla Hood : Darla
- Philip Hurlic : l'ami de Loder
- Gary Jasgur : Junior
- Leonard 'Percy' Landy : Percy
- Eugene 'Porky' Lee : Porky
- Carl 'Alfalfa' Switzer : Alfalfa